# Lista dos participantes no Sínodo de Dort

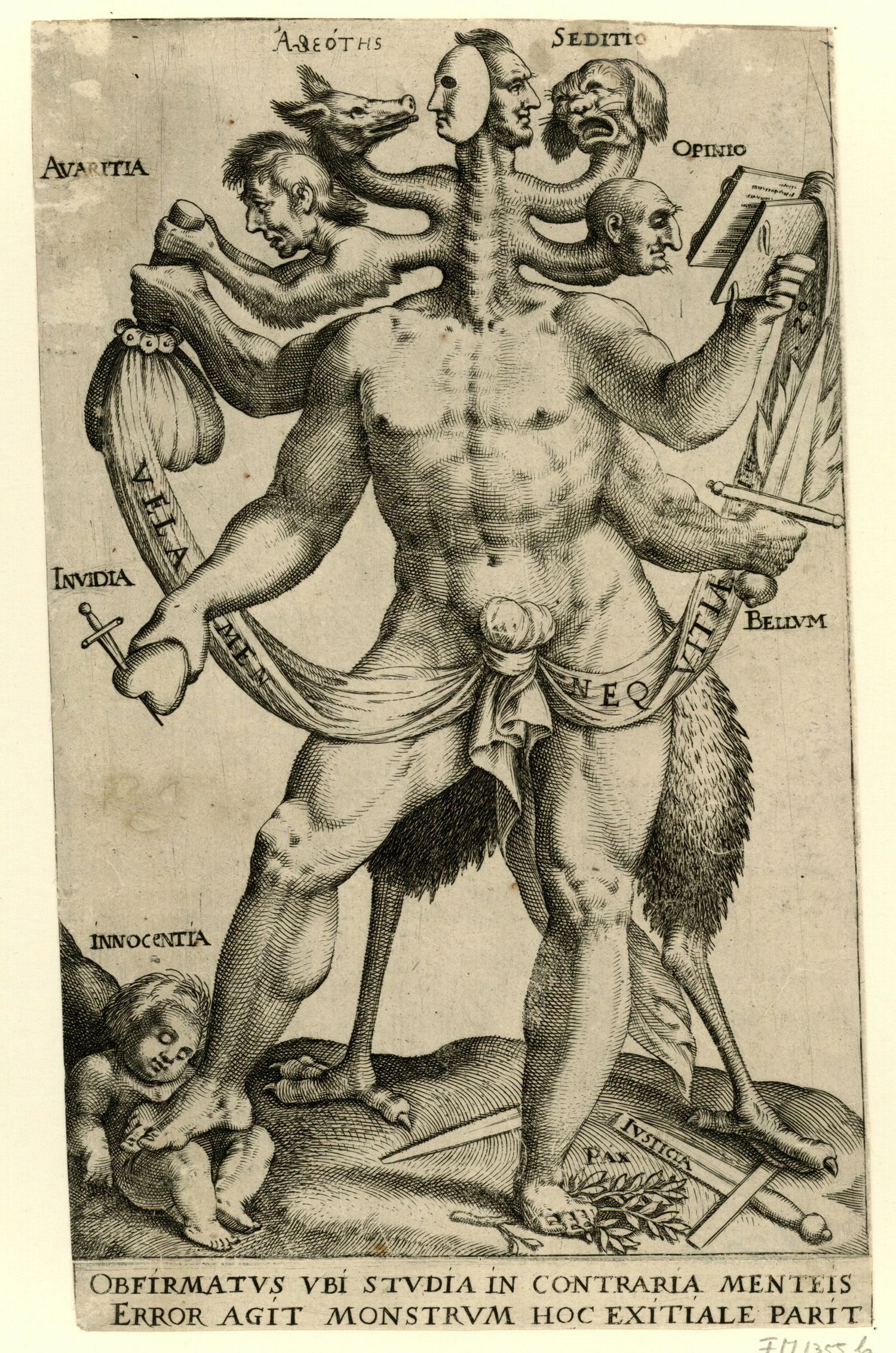
Arminianismo como um monstro de cinco cabeças, gravura de 1618

A participação oficial no Sínodo de Dort, realizado em 1618-1619 em Dordrecht, nos Países Baixos, consistiu em diferentes grupos: ministros holandeses, anciãos da igreja e teólogos; representantes de igrejas fora da República Unida dos Países Baixos; e políticos leigos holandeses. Haviam 14 remonstrantes que foram citados, na prática, como réus. Havia também alguns observadores, que não tinham direito a voto. As listagens são geralmente fornecidas de acordo com uma ordem tradicional para as províncias que começa com Guéldria; para os sínodos provinciais, os Países Baixos foram divididos em dois, norte e sul. Nas fontes ocorrem nomes latinizados e variantes ortográficas. As listas dos nomeados para participar de alguma forma diferem daqueles que assinaram os Atos finais do Sínodo. Os números variam um pouco, mas um total dado é para 102 participantes oficiais. O resultado do Sínodo foi o evento mais significativo no debate calvinista-arminiano.
Os membros holandeses do Sínodo foram divididos por sínodos provinciais (para os clérigos e anciãos como delegados), ou por províncias (para os membros leigos). Permitindo os Países Baixos como exceção, os delegados foram divididos em dez "colégios": um para cada uma das sete províncias, mais Drente; um para faculdades de teologia; e uma para as igrejas da Valônia.

## Delegados neerlandeses

### Teólogos neerlandeses
| Nome                | Instituição                   | Detalhe                          |
| ------------------- | ----------------------------- | -------------------------------- |
| Antonius Thysius    | Universidade de Harderwijk    |                                  |
| Antonius Walaeus    | Escola de latim de Middelburg |                                  |
| Franciscus Gomarus  | Universidade de Groningen     |                                  |
| Johannes Polyander  | Universidade de Leiden        | Editor dos cânones.              |
| Sibrandus Lubbertus | Universidade de Franeker      | Seu comparecimento foi atrasado. |

### Delegados dos sínodos provinciais neerlandeses
| Nome                                                | Província        | Detalhe                                        |
| --------------------------------------------------- | ---------------- | ---------------------------------------------- |
| Gulielmus Stephani                                  | Guéldria         | Pastor de Arnhem.                              |
| Eilardus van Mehen (Moenius) (1570 - c. 1639)       | Guéldria         | Pastor de Harderwijk.                          |
| Johannes Bouillet                                   | Guéldria         | Signatário de Warnsveld.                       |
| Sebastian Damman (1578 ou 1580–1640)                | Guéldria         | Secretário do Sínodo e ministro de Zutphen     |
| Jacobus Verheyden (Verheiden) Graviensis (fl. 1590) | Guéldria         | Ancião de Nijmegen; irmão de Willem Verheiden. |
| Henricus van Hel                                    | Guéldria         | Ancião de Zutphen.                             |
| Festus Hommius                                      | Holanda do Sul   | Escriba.                                       |
| Gisbertus Voetius                                   | Holanda do Sul   | Ministro de Heusden.                           |
| Balthasar Lydius                                    | Holanda do Sul   | Pastor em Dort.                                |
| Henricus Arnoldi                                    | Holanda do Sul   | Pregador em Delft.                             |
| Arnoldus Musius (Arnoldus Muys van Holij)           | Holanda do Sul   | Ancião da Igreja de Dort                       |
| Joannes de Laet (Johannes Latius)                   | Holanda do Sul   | Ancião da Igreja de Leiden                     |
| Jacobus Triglandius                                 | Holanda do Norte | Ministro da Igreja de Amsterdam.               |
| Jacobus Rolandus                                    | Holanda do Norte | Ministro da Igreja de Amsterdam.               |
| Abrahamus à Dooreslaer                              | Holanda do Norte | Ministro da Igreja de Enkhuizen.               |
| Samuel Bartholdus                                   | Holanda do Norte | Pastor de Monnickendam.                        |
| Theodorus Heyngius                                  | Holanda do Norte | Ancião da Igreja de Amsterdam.                 |
| Dominicus van Heemskerc                             | Holanda do Norte | Ancião de Amsterdam.                           |
|                                                     |                  |                                                |
|                                                     |                  |                                                |
|                                                     |                  |                                                |
|                                                     |                  |                                                |
|                                                     |                  |                                                |
|                                                     |                  |                                                |
|                                                     |                  |                                                |
|                                                     |                  |                                                |
|                                                     |                  |                                                |
|                                                     |                  |                                                |
|                                                     |                  |                                                |
|                                                     |                  |                                                |
|                                                     |                  |                                                |
|                                                     |                  |                                                |
|                                                     |                  |                                                |
|                                                     |                  |                                                |
|                                                     |                  |                                                |
|                                                     |                  |                                                |

1. ↑  MULSOW, Martin; ROHLS, Jan (2005). «Socinianism And Arminianism: Antitrinitarians, Calvinists, And Cultural Exchange in Seventeenth-Century Europe». Consultado em 28 de setembro de 2021
2. ↑  Israel, Jonathan (1998). The Dutch Republic: Its Rise, Greatness and Fall. [S.l.: s.n.] p. 460